# Jorge Liberato Urosa Savino
Jorge Liberato kardinál Urosa Savino (28. srpna 1942, Caracas – 23. září 2021, Caracas) byl venezuelský římskokatolický kněz, arcibiskup Caracasu, kardinál.

## Život
Studoval v seminářích v Caracasu a Torontu. V roce 1965 začal studia na Papežské univerzitě Gregoriana, která ukončil v roce 1971 doktorátem z dogmatické teologie. Během tohoto studia přijal 15. srpna 1967 kněžské svěcení. Po návratu do vlasti byl profesorem a rektorem semináře ve venezuelské metropoli a generálním vikářem arcidiecéze Caracas.
V červenci 1982 byl jmenován pomocným biskupem arcidiecéze Caracas, biskupské svěcení přijal 22. září téhož roku. V březnu 1990 byl jmenován arcibiskupem venezuelské arcidiecéze Valencia. Poté, co v roce 2005 zemřel arcibiskup Caracasu Antonio Ignacio Velasco García, ho papež Benedikt XVI. jmenoval arcibiskupem této arcidiecéze.
V únoru 2006 byla oznámena jeho kardinálská nominace, která byla završena při konzistoři v březnu téhož roku.